# Représentations diplomatiques au Sénégal
Voici une liste des représentations diplomatiques au Sénégal. La capitale Dakar abrite 81 ambassades. Le Sénégal est une puissance régionale en Afrique de l'Ouest. Cette liste exclut les consulats honoraires.

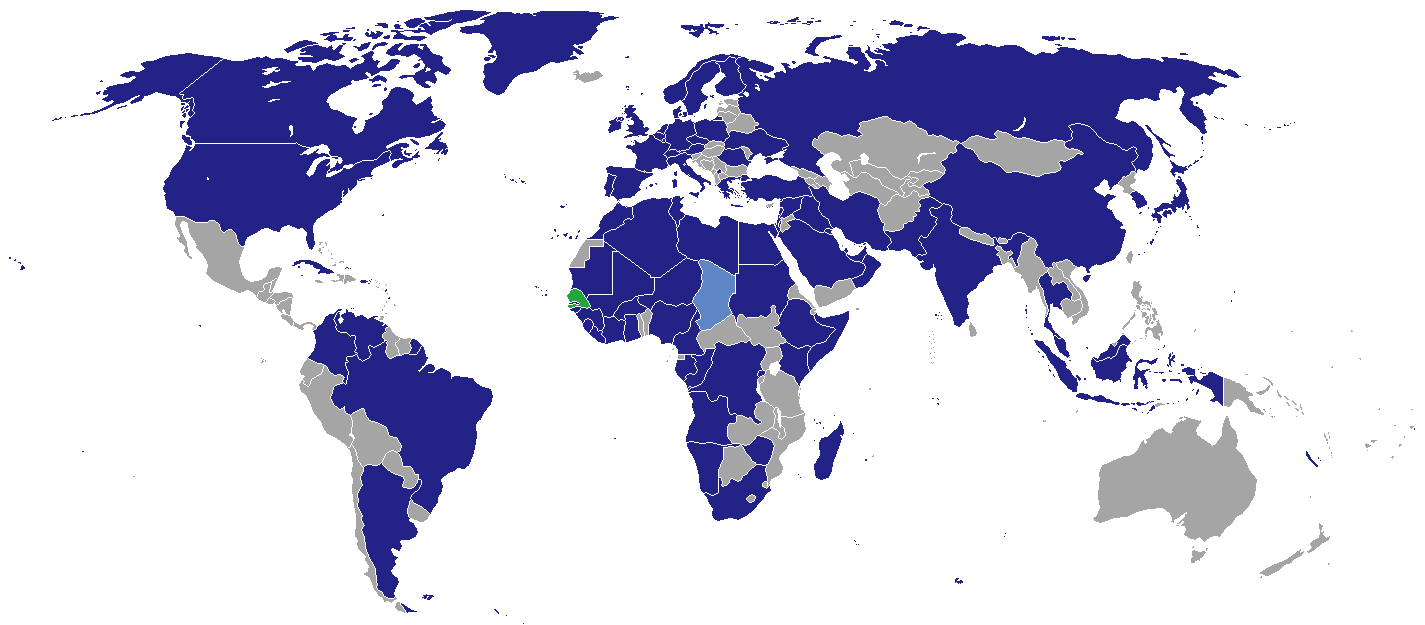
Carte des représentations diplomatiques au Sénégal

## Ambassades
Dakar
| - Afrique du Sud - Algérie - Allemagne - Angola - Arabie saoudite - Argentine - Autriche - Belgique - Brésil - Burkina Faso - Cameroun - Canada - Cap-Vert - Chine - Colombie - Comores - Corée du Sud - Côte d'Ivoire - Cuba - Égypte - Émirats arabes unis - Espagne - États-Unis - Éthiopie - France - Gabon | - Gambie - Ghana - Guinée - Guinée-Bissau - Inde - Indonésie - Irak - Iran - Irlande - Israël - Italie - Japon - Kenya - Kosovo - Koweït - Liban - Liberia - Libye - Luxembourg - Madagascar - Malaisie - Mali - Maroc - Mauritanie - Namibie - Nigeria | - Oman - Pakistan - Palestine - Pays-Bas - Pologne - Portugal - Qatar - République démocratique du Congo - République du Congo - République tchèque - Roumanie - Royaume-Uni - Russie - Rwanda - Sierra Leone - Somalie - Soudan - Suisse - Syrie - Thaïlande - Tunisie - Turquie - Ukraine - Vatican - Venezuela - Zimbabwe |

## Autre mission
- Union européenne (Délégation)

## Consulats généraux

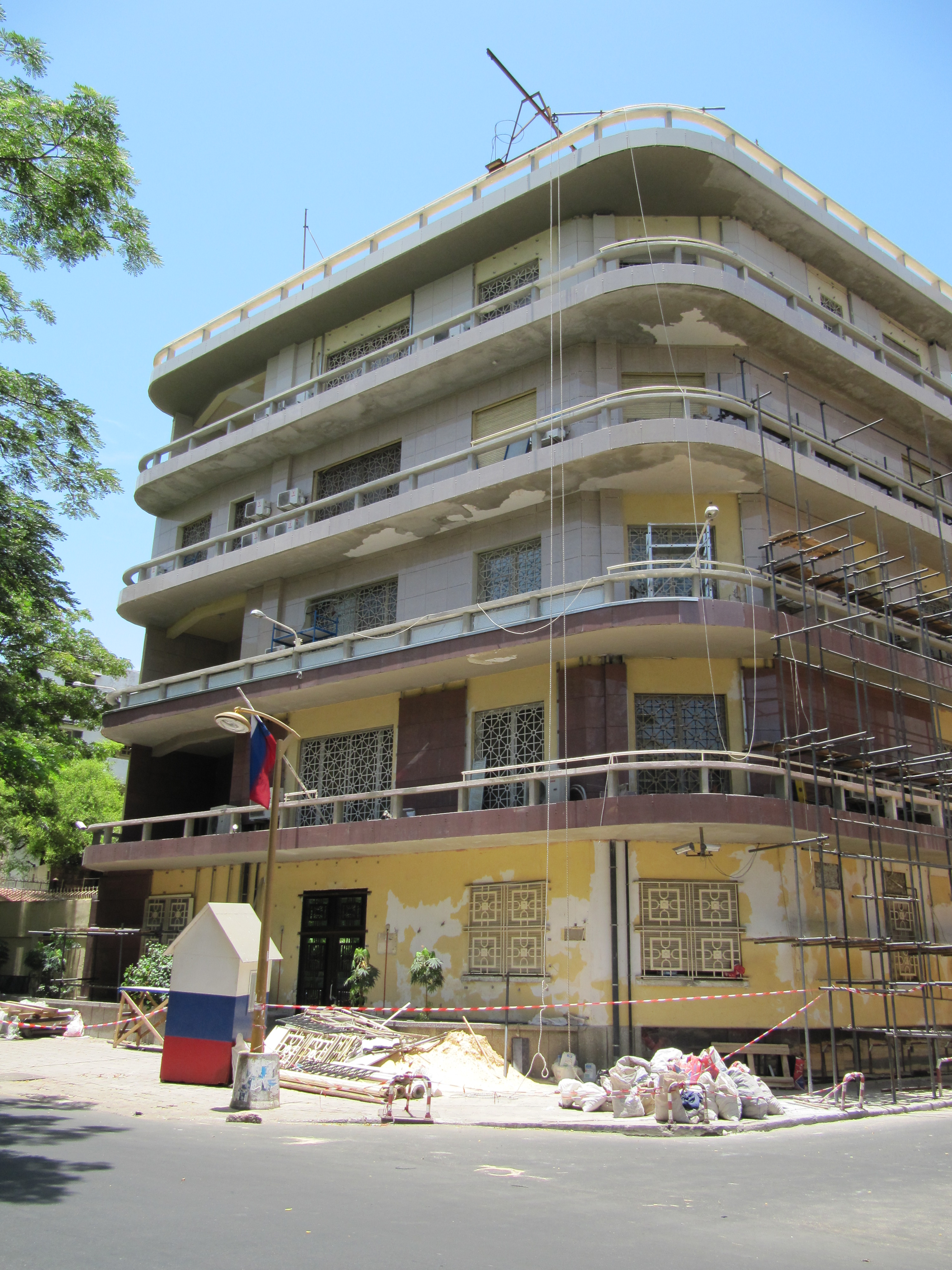
Ambassade de Russie à Dakar

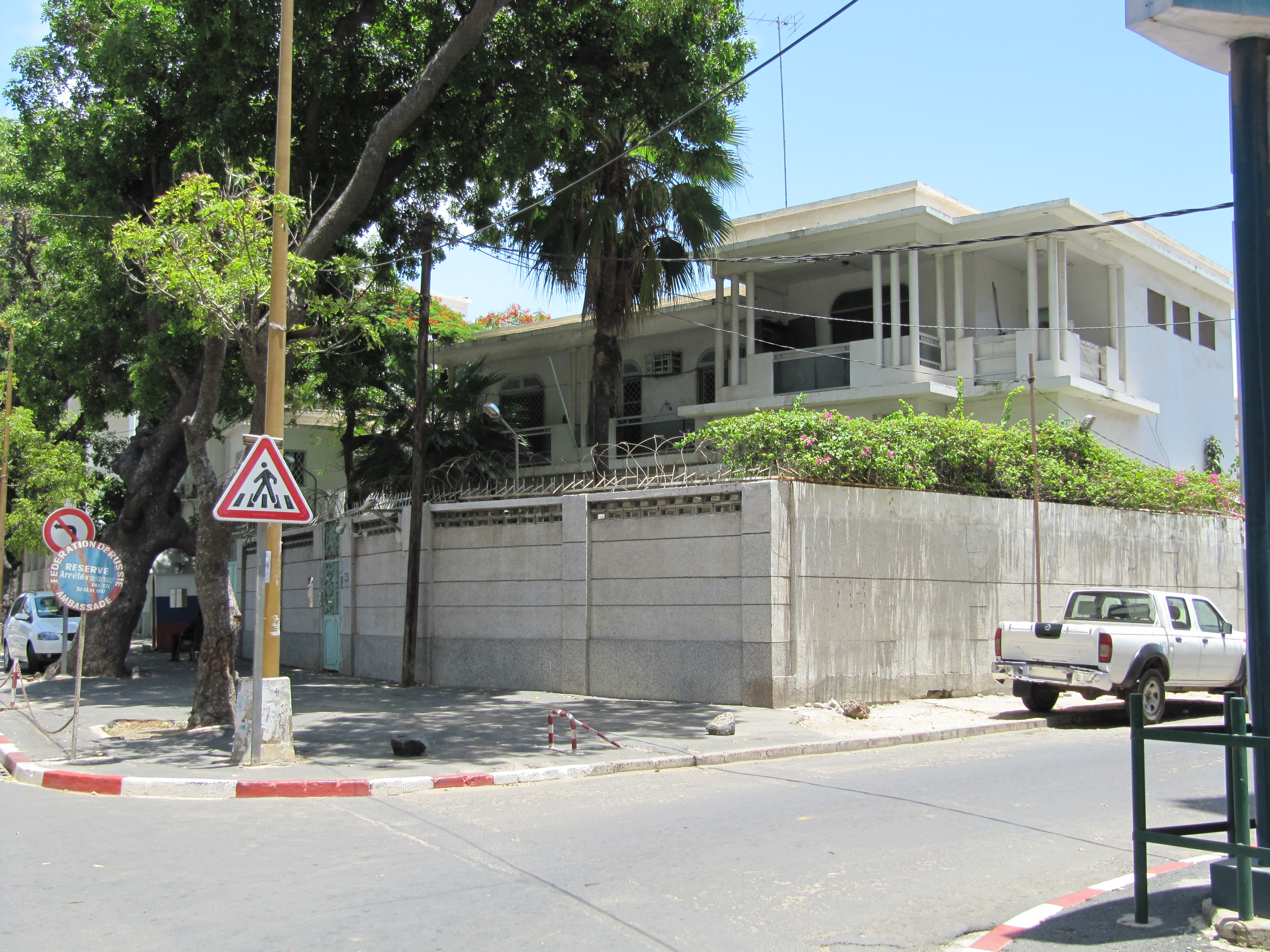
Section consulaire de l'ambassade de Russie à Dakar

Dakar
- Tchad[33]

Saint-Louis
- Mauritanie

Ziguinchor
- Guinée-Bissau

## Ambassades non résidentes
- Australie (Accra)[34]
- Azerbaïdjan (Rabat)[35]
- Croatie (Rabat)[36]
- Chypre (Paris)[37]
- Danemark (Bamako)
- Finlande (Abuja)[38]
- Grèce (Rabat)[39]
- Mexique (Rabat)[40]
- Nouvelle-Zélande (Paris)
- Norvège (Abidjan)[41]
- Pérou (Rabat)[42]
- Philippines (Rabat)
- Serbie (Rabat)[43]
- Slovaquie (Abuja)[44]
- Suède (Stockholm)[45]
- Tanzania (Abuja)[46]
- Trinité-et-Tobago (Abuja)[47]
- Uruguay (Paris)[48]
- Viêt Nam (Alger)